# Родригес Мартинес, Хосе
Хосе́ Родри́гес Марти́нес (исп. José Rodríguez Martínez; 16 декабря 1994, Вильяхойоса) — испанский футболист, полузащитник.

## Клубная карьера
Хосе начинал свою карьеру в скромной школе клуба «Вильяхойоса», откуда в 2007 году перебрался в «Эркулес», а затем в мадридский «Реал». Жозе Моуриньо впервые вызвал молодого игрока в главную команду на матч Кубка Испании с «Алькояно». В этом матче, который состоялся 30 октября 2012 года, он вышел на замену и забил третий гол своей команды. В Примере Хосе дебютировал 1 декабря 2012 года в матче с «Атлетико Мадрид». Через три дня он стал самым молодым игроком, когда-либо выходившим на поле в составе «Реала» в Лиге чемпионов (17 лет и 354 дня), сыграв в матче с «Аяксом».
В сезоне 2014/15 на правах аренды выступал за клуб «Депортиво Ла-Корунья», в составе которого сыграл 25 матчей в Ла Лиге и забил 2 гола. 31 июля 2015 года перешёл в стамбульский «Галатасарай». Летом 2016 года стал игроком немецкого клуба «Майнц 05» и подписал контракт на четыре года.

## Карьера в сборной
В 2010 году принял участие в трёх играх сборной Испании до 17 лет. Хосе Родригес выступал за различные юношеские сборные Испании.